# 12 Songs
12 Songs är Randy Newmans andra studioalbum. Det lanserades 1970 på Reprise Records. Där Newmans debutalbum dominerats av storskaliga låtarrangemang med orkester var låtarna på hans andra album betydligt mer avskalade produktioner som fokuserade mer på hans pianospel och sång, samt Ry Cooders gitarrspel. Albumet består till stor del av satiriska låtar som utgår från den persons perspektiv de handlar om. Three Dog Night fick en jättehit 1970 med en cover av låten "Mama Told Me Not to Come". The Beau Brummels hade redan 1967 spelat in "Old Kentucky Home" till albumet Triangle.
Albumet blev ingen storsäljare när det släpptes men blev kritikerrosat. År 2003 blev skivan listad som #354 i magasinet Rolling Stones lista The 500 Greatest Albums of All Time. Robert Christgau gav skivan sitt högsta betyg A+ och kallade den "ett perfekt album"

## Låtlista
(låtar utan angiven upphovsman skrivna av Randy Newman)
1. "Have You Seen My Baby?" – 2:32
2. "Let's Burn Down the Cornfield" – 3:03
3. "Mama Told Me Not to Come" – 2:12
4. "Suzanne" – 3:15
5. "Lover's Prayer" – 1:55
6. "Lucinda" – 2:40
7. "Underneath the Harlem Moon" (Mack Gordon, Harry Revel) – 1:52
8. "Yellow Man" – 2:19
9. "Old Kentucky Home" – 2:40
10. "Rosemary" – 2:08
11. "If You Need Oil" – 3:00
12. "Uncle Bob's Midnight Blues" – 2:15